# Ander Landaburu
Ander Landaburu Illarramendi (París, 2 de noviembre de 1944-Algorta, Guecho, Vizcaya, 1 de octubre de 2022) fue un periodista español. Fue director del diario El País en el País Vasco.

## Biografía
Su padre, Francisco Javier de Landaburu Fernández, fue diputado del PNV durante la II República y vicelehendakari del Gobierno Vasco exiliado en París durante el franquismo. En la capital francesa nació Ander y sus seis hermanos: Xabier y Mikel (estos ya fallecidos), Jon, Eneko, Gorka e Itziar. Gorka también fue periodista, director y vicepresidente del consejo editor del semanario Cambio 16. Ambos hermanos se distinguieron a lo largo de sus trayectorias profesionales por su oposición a todo tipo de totalitarismos, tanto a la dictadura franquista como al terrorismo de ETA.
Ander comenzó trabajando para la Agencia Reuters. Tiempo después, en 1971 fichó por la recién creada revista Cambio 16. En esa época sufrió amenazas por parte del entorno de la banda terrorista ETA, por lo que se mudó a la capital argelina. Desde Argel y el Sahara español informó sobre el Frente Polisario. En 1984 se trasladó a México D.F. como corresponsal de Cambio 16 y Diario 16. En 1988 regresó a Europa para cubrir las corresponsalías primero de Bruselas y después de París. En 1994 vuelve a Madrid para ponerse al frente de la redacción de Cambio 16 como director adjunto. Entre 1994 y agosto de 1995 formó parte del Consejo de Administración de RTVE. En 1996 fue, junto con otros directivos del Grupo 16, despedido de Cambio 16. Al año siguiente, El País lo fichó como director del diario en el País Vasco, cargo que ocupó durante once años, hasta su jubilación.
También colaboró habitualmente en Radio Euskadi y trabajó en EiTB.
Estaba casado con Miren Arechavaleta Unanue. El matrimonio tuvo tres hijas: Ainhoa, Naihare y Libe Landaburu Arechavaleta.
Ander falleció en la madrugada del 1 de octubre de 2022, a los 77 años, a causa de una enfermedad que padecía desde hacía tiempo.